# گولیلمو مانکوری
گولیـِلمو مانکوری (ایتالیایی: Guglielmo Mancori؛ ۵ نوامبر ۱۹۲۷ – ۱۳ فوریهٔ ۱۹۹۵) یک تصویربردار صحنه، نورپرداز و فیلم‌بردار اهل ایتالیا بود.
از فیلم‌هایی که وی در آن‌ها نقش داشته‌است، می‌توان به آن روز نفرین‌شدهٔ تسویه‌حساب، ببخشید شما نرمال هستید؟، سوداگر، کمک بهیار، امانوئل زرد، امانوئل سیاه ۲ و خواهر امانوئل اشاره نمود.